# Между ангелом и бесом
«Между ангелом и бесом» (фр. Les anges gardiens, дословный перевод — Ангелы-хранители) — французская криминальная фантастическая кинокомедия режиссёра Жана-Мари Пуаре 1995 года с Жераром Депардьё и Кристианом Клавье в главных ролях. Пуаре снял эту комедию в промежутке между фильмами «Пришельцы» и «Пришельцы 2». «Между ангелом и бесом» имел самый большой бюджет среди французских фильмов 1995 года, но по количеству зрителей (5 700 000) занял второе место в стране, уступив «Трём братьям».

## Сюжет
Антуан Карко — владелец знаменитого парижского кабаре. Он ведёт размеренную жизнь богача, но его старинный друг, умирая, просит Антуана поехать в Гонконг, найти там некоего мальчика и доставить его к матери в Париж, а заодно привезти крупную сумму денег. Антуан соглашается, однако в Гонконге за ним начинает охоту китайская мафия, так что ему приходится вывозить мальчика и деньги с помощью священника Эрве Тарена, сопровождающего группу детей из приюта. По прибытии во Францию Карко оставляет деньги себе, а мальчика отправляет в приют, за что священник его проклинает. Антуана начинает преследовать совесть в образе ангела-хранителя. Самого священника в свою очередь начинает преследовать бес-искуситель. Китайская мафия продолжает охоту за Карко уже во Франции.

## В ролях
- Жерар Депардьё — антрепренёр Антуан Карко / ангел
- Кристиан Клавье — приходской священник Эрве Тарен / бес
- Ева Гримальди — Регина Подиум, подруга Антуана
- Ева Герцигова — Чук Чук Нуга, подруга Антуана
- Дженнифер Эррера — Ла Луна', подруга Антуана
- Ив Ранье — Ивон Радмилло (Птичка)
- Александр Эксимо — Бао
- Лоран Жандрон — Лаки
- Жан Шампьон — Пьер Тарен (дедушка Эрве)